# کینگز ماونتین (کالیفرنیا)
کینگز ماونتین (به انگلیسی: Kings Mountain) یک منطقهٔ مسکونی در ایالات متحده آمریکا است که در شهرستان سن ماتئو، کالیفرنیا واقع شده‌است.